# 石井ゆかり (声優)
石井 ゆかり（いしい ゆかり、8月6日 - ）は、日本の女性声優。アーツビジョン所属。神奈川県出身。

## 来歴
日本ナレーション演技研究所、映像テクノアカデミア卒業。

## 人物
趣味・特技は声楽（ポップスからオペラまで）、お菓子作り、クラシックバレエ、乗馬。
2022年1月25日に結婚を発表。

## 出演
太字はメインキャラクター。

### テレビアニメ
2011年
- そふてにっ（女の子A）

2012年
- IXION SAGA Dimension Transfer（従業員B）
- ドラえもん（テレビ朝日版第2期）（2012年 - 2021年、女の子、男子B、犬、主婦(2)）

2013年
- 断裁分離のクライムエッジ（女性客）

2014年
- 名探偵コナン（綾瀬由紀）

2015年
- 赤髪の白雪姫（母親）
- 俺物語!!（看護師）

2016年
- 牙狼 -紅蓮ノ月-（母親）
- 不機嫌なモノノケ庵（養護教諭）

2017年
- セントールの悩み（先生(体育)）

2021年
- ゲキドル（劇団員）

2022年
- うたの☆プリンスさまっ♪マジLOVEスターリッシュツアーズ 〜旅の始まり〜（アナウンス）

2024年
- ネガポジアングラー（母親）

### ゲーム
- Enkeltbillet（2014年、戸河咲[4]）
- マジカ★マジカ（2014年、絵本巴[5]）
- 百花繚乱エリクシル 〜Record Of Torenia Revival〜（2015年、マーガレット・デルフィニウム・ミルトス[6]）
- 薔薇に隠されしヴェリテ（2016年、エルザ）

### ドラマCD
- アンソロジードラマCD
  - テイルズ オブ グレイセス2012WINTER

### 吹き替え

#### 映画
- コールド・バレッツ 裏切りの陰謀
- スペシャルID 特殊身分（ファン・ジン〈ジン・ティエン〉）
- 世界の果てまでヒャッハー（ソニア）
- ワープ トゥ ヘル（ルシア）

#### テレビドラマ
- NCIS:LA 〜極秘潜入捜査班2
- エバーウッド 遥かなるコロラド4
- グッド・ファイト（マリッサ・ゴールド〈サラ・スティール〉）
- グッド・ワイフ2（マリッサ・ゴールド）
- クリミナル・マインド4 FBI行動分析課
- クリミナル・マインド7 FBI行動分析課（マッケンジー）
- クリミナル・マインド 特命捜査班レッドセル
- ゴシップガール4（レイナ・ソープ）
- CHUCK/チャック4（エイミー/ジョジー）
- パスタ〜恋が出来るまで〜（パク・チャニ）
- BONES7
- ヤング・スーパーマン6

#### アニメ
- 学園NINJAランディ（ハイディ、ドリスコル）
- ドックはおもちゃドクター（ギャビー）
- バービーのマーメード・プリンセス（クーダ）

### ボイスオーバー
- アメリカン・ビンテージ大修復!ビフォー&アフターS1、S2、S3（ケリー）
- 世界を変えた101の発明〜ファストフード編〜
- SHOCK WAVE〜歴史的衝撃映像〜
- LIFE AFTER PEOPLE-人類滅亡-

### 特撮
- 仮面ライダーアマゾンズ（2016年、研究員の声）[7][8]

### 動画
- アマチュアゲーマー・レトロ（ニコニコ生放送アシスタントMC）

### 朗読劇
- team.roughstyleプロデュース
  - 畏流揄 I-RYU-ZU

### 舞台
- 劇団大富豪